# رون ستالورث
رون ستالورث (مواليد 18 يونيو 1953) ضابط شرطة أمريكي من أصل أفريقي متقاعد تسلل إلى صفوف منظمة كو كلوكس كلان في كولورادو سبرينغز في أواخر السبعينيات. كان أول ضابط شرطة من أصل إفريقي ومباحث في قسم شرطة كولورادو سبرينغز.، في أكتوبر عام 1978 وبعد الاطلاع على إحدى الصحف المحلية اكتشف إعلانًا مصنَّفًا وضعه كو كلوكس كلان, ومنها بدأت عملية التحري السري , بعد سنوات عديدة على تحفظه على السرية العملية نشر رون في عام 2014 كتاب تحت عنوان «بلاك كلانس مان» يحكي قصة تسلله لمنظمة إلى أحد أكثر المنظمات عنصرية.

استند فيلم بلاك ك كلانس مان عام 2018 على تجربته التسلل إلى كو كلوكس كلان. قام بتجسد شخصية رون في الفيلم الممثل ولاعب كرة القدم الأمريكية السابق جون ديفيد واشنطن.

## نشأته
ولد ستالورث في 18 يونيو 1953 في شيكاغو، ونشأ في إل باسو ، تكساس ، بعد أن نقلت والدته بالعائلة إلى هناك. علق رون على ذلك بقوله 
| رون ستالورث | كانت والدتي التي تنقل عائلتنا إلى إل باسو هي أفضل قرار اتخذته على الإطلاق ، حيث كانت المدينة بعيدة كل البعد عن الفقر والعصابات والصراع في ساوث سايد في شيكاغو ، حيث كان من الممكن أن أتقدم بها لو لم تغادر. | رون ستالورث |

أرتاد رون ستالورث مدرسة أوستن الثانوية تخرج منها في عام 1971 ، في صيف عام 1972 ، انتقلت عائلته إلى كولورادو سبرينغز ، كولورادو ، حيث تولى لأول مرة اهتمامه في مهنة في مجال إنفاذ القانون. التحق ستالورث بالقسم كطالب في نوفمبر 1972 وتم تكليفه في البداية بالعمل في مكتب التعريفات والسجلات.
وسرعان ما وضعت مصلحة في عمل الشرطة السرية، والتي استمرت بشكل جيد بعد أن أدى اليمين الدستورية رسميا في كضابط في يونيو حزيران عام 1974 ، مما جعله أول أميركي من أصل أفريقي يتخرج من صفوف برنامج كاديت الشرطة. بعد 10 أشهر من مهمة دورية بالزي الرسمي ، عُرض عليه مهمة سرية لمراقبة تجمع في ملهى ليلي أسود محلي ، حيث تمت دعوة ستوكلي كارمايكل للتحدث. قبل ستالورث المهمة وتم نقله إلى قسم الاستخبارات في القسم بعد ذلك.

## تسلل إلى كو كلوكس كلان
في عام 1979 ، لاحظت ستالورث إعلان مطلوب في الصحيفة المحلية تسعى للأعضاء لبدء فصل جديد من كو كلوكس كلان في كولورادو سبرينغز. اتصل ستالورث برقم الهاتف المدرج في القائمة ، وظهر كرجل أبيض عنصري «كره السود واليهود والمكسيكيين والآسيويين». خلال المحادثة ، علم أن الرجل الذي أسس الفصل الجديد كان جنديًا في فورت كارسون القريبة. رتب ستالورث لمقابلة الرجل في حانة محلية وأرسل ضابط مخبأ أبيض اللون ، سلكي لتسجيل أي محادثات ، ليقف معه في الاجتماع.
كان الحيلة ناجحة ، واستمر ستالورث في الظهور كعضو في كو كلوكس كلان للأشهر التسعة التالية ، وعادة ما كان يتحدث عبر الهاتف مع الأعضاء الآخرين ويرسل الضابط الأبيض في مكانه عندما تكون الاجتماعات وجهاً لوجه ضرورية. واتصل ستالورث هاتفياً مع ديفيد ديوك ، الذي كان كبار القادة والذي يدعى اصطلاحاً المعالج الكبير في كو كلوكس كلان في ذلك الوقت ، في مقره في نيو أورليانز للسؤال عن حالة طلب عضويته. اعتذر ديوك عن التأخير في معالجة الطلب ووعد بأن يطلع عليه شخصياً وأن تمت معالجة طلب ستالورث وإرساله إليه. في غضون فترة قصيرة ، وصلت شهادة عضوية رون ستالورث بالبريد، موقعة من قبل ديوك . قام ستالورث بتأطير الشهادة وعلقها على جدار مكتبه ، حيث بقيت لسنوات.

## التقاعد
بعد إغلاق التحقيق في كلان ، أبقى ستالورث الأمر سراً ولم يخبر أحداً عن دوره فيه. انتقل إلى إدارة السلامة العامة في ولاية يوتا ، حيث تقاعد في عام 2005 بعد أن عمل محققًا لمدة 20 عامًا تقريبًا. بعد التقاعد حصل على درجة البكالوريوس في العدالة الجنائية من حرم جامعة سولت ليك سيتي في كولومبيا عام 2007.
في يناير 2006 ، أجرى ستالورث مقابلة مع صحيفة ديسيريت نيوز في سولت ليك سيتي والتي ربط فيها تفاصيل تسلله والتحقيق في كو كلوكس كلان. وكشف أن التحقيق كشف أن العديد من أعضاء المنظمة كانوا أعضاء نشطين في القوات المسلحة للولايات المتحدة ، بما في ذلك اثنان في قيادة دفاع الفضاء الجوي الأمريكية الشمالية، والتي توفر الإنذار الفضائي والسيادة الجوية والحماية لأمريكا الشمالية. تم إعادة تعيين الزوج وتم إخبار ستالورث بأنهم ذهبوا إلى «مكان مثل القطب الشمالي أو جرينلاند».
في عام 2014 ، نشر ستالورث كتابًا بعنوان بلاك كلانسمان حول تجربته في التحقيق مع كو كلوكس كلان بالنسبة إلى مصدر المواد الخاص به ، استخدم دفتر ملاحظات قام بتجميعه أثناء المهمة واحتفظ به لنفسه بعد انتهائه. تم نقل الكتاب إلى QC Entertainment من قبل المنتج شون ريديك لإنتاج فيلم بلاكككلنزمن استناد عليه . وقع سبايك لي كمنتج ومخرج مشارك. تم إصدار الفيلم في عام 2018 ، مع جون ديفيد واشنطن يلعب دور ستالورث. فاز الفيلم بالجائزة الكبرى في مهرجان كان السينمائي.

## روابط خارجية
- رون ستالورث على موقع IMDb (الإنجليزية)

- الموقع الرسمي
- كيف انضم رون ستالورث ، شرطي أسود سري ، إلى كيه كيه كيه